# Trenčínská župa

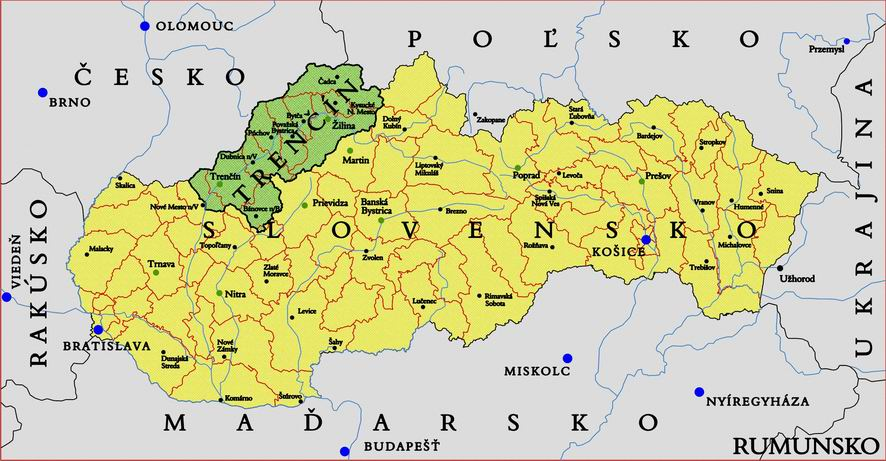
Trenčínská župa na severozápadě Slovenska

Trenčínská župa/stolice, Trenčínský komitát (lat. comitatus Trentsiniensis/Trenchiniensis, maď. Trencsén (vár)megye, nem. Trentschiner Gespanschaft/Komitat) byl jedním z komitátů, stolic a žup Uherského království.

## Charakteristika
Trenčínská župa sousedila se zemí Moravou, která byla od roku 1918 součást Československa, Polskem (resp. v letech 1772–1918 s rakouskou Haličí) a uherskými župami Orava, Turiec a Nitra. Dominantní řekou oblasti je Váh. Rozloha župy v roce 1910 byla 4456 km2. Z hlediska současných regionů župa zahrnovala zhruba dnešní Střední a Horní Pováží a Kysuce.

## Centrum
Administrativním centrem župy byl Trenčínský hrad a od první poloviny 17. století město Trenčín.

## Vládnoucí rody
Mezi nejvýznamnější vládce patřil Matúš Čák Trenčanský.

## Historie
Trenčínský komitát se stal součástí Uherského království pravděpodobně za vlády uherského krále Ladislava I. (1077–1095). Území bylo možná krátce součástí Českého knížectví, a pak Polského království. Komitát navázal na starší územní celek Castellania Trecen. Začátkem 13. století vznikla šlechtická (zemanská) stolice. Do roku 1430 existoval na severu komitátu samostatný Bystrický komitát (comitatus Biztriciensis), později se jmenoval Žilinský (comitatus Ziliniensis) a Strečnianský (comitatus Strechyn). Pro slabost tamní šlechty se však nezměnil na samostatnou stolici, ale stal se součástí Trenčínské stolice. Do roku 1330 existovala na severu i Varínská provincie, která však po smrti magistra Donča (bylo to jeho panství) také zanikla.
Trenčínská stolice se od začátku dělila na čtyři okresy: Záhorský (Processus Zahorja), Horní (Processus superior), Střední (Processus medius) a Dolní (Processus inferior). Od 18. století měla stolice sedm okresů; přibyly rozdělením Středního a Horního okresu První střední, Druhý střední, První horní, Druhý horní a Třetí horní. Začátkem 19. století se jejich počet zredukoval na pět: Žilinský, Považskobystrický, Střední, Dolní a Záhorský. V roce 1918 se Trenčínská župa stala součástí Československa (potvrzeno Trianonskou smlouvou z roku 1920). Trenčínská župa existovala v nezměněných hranicích do 31. prosince 1922, od 1. ledna 1923 do roku 1928 byla součástí Povážské župy a malé části součástí Bratislavské a Nitranské. V letech 1940–1945 existovala Trenčínská župa, ale byla o něco větší. 
V současnosti je území bývalé župy rozděleno mezi Trenčínský a Žilinský kraj. Hlavními středisky jsou Trenčín a Žilina.

## Okresy
V roce 1910 byla župa rozdělená do těchto okresů:
- Trenčín
- Bánovce nad Bebravou
- Čadca
- Ilava
- Kysucké Nové Mesto
- Bytča
- Púchov
- Považská Bystrica
- Žilina

- Města se zřízeným magistrátem:
  - Trenčín
  - Žilina

V současnosti je území bývalé župy rozdělené do těchto regionů a okresů:
- Kysuce
  - Čadca (celý okres)
  - Kysucké Nové Mesto (celý okres)
- Pováží
  - Bánovce nad Bebravou (téměř celý okres)
  - Bytča (celý okres)
  - Ilava (celý okres)
  - Nové Mesto nad Váhom (1/3 okresu)
  - Považská Bystrica (celý okres)
  - Púchov (celý okres)
  - Trenčín (celý okres)
  - Žilina (celý okres)

Malé části bývalé župy zasahují i do okresů Partizánske a Prievidza, které jsou součástí regionu Ponitří resp. Horní Nitra.